# True Vinyl – Voll aufgelegt!
True Vinyl – Voll aufgelegt! ist ein Film aus dem Jahr 2000. Deutschlandpremiere hatte der Film am 29. Dezember 2004 im Free-TV auf ProSieben.

## Handlung
Der Farmerjunge Billy Thompson, dessen Mutter musikalisch begabt war, geht nach Los Angeles, um dort an einem DJ-Wettbewerb teilzunehmen. Er lernt in L.A. DJ Nite Owl kennen, in dem er einen treuen Freund findet. Außerdem trifft er die Tänzerin Maya, in die er sich verliebt. Bei dem Wettbewerb gibt es einen DJ, der falschspielt, um zu gewinnen. Er lässt die Technik manipulieren und besticht ein Jurymitglied. Vor dem Finale lässt er DJ Nite Owl zusammenschlagen. Dank der Erfindung von DJ Nite Owl und seinem Freund kann Billy den Wettbewerb gewinnen.